# Teliana Pereira
Dit is een Portugese naam; Santos is de moedernaam en Pereira is de vadernaam.

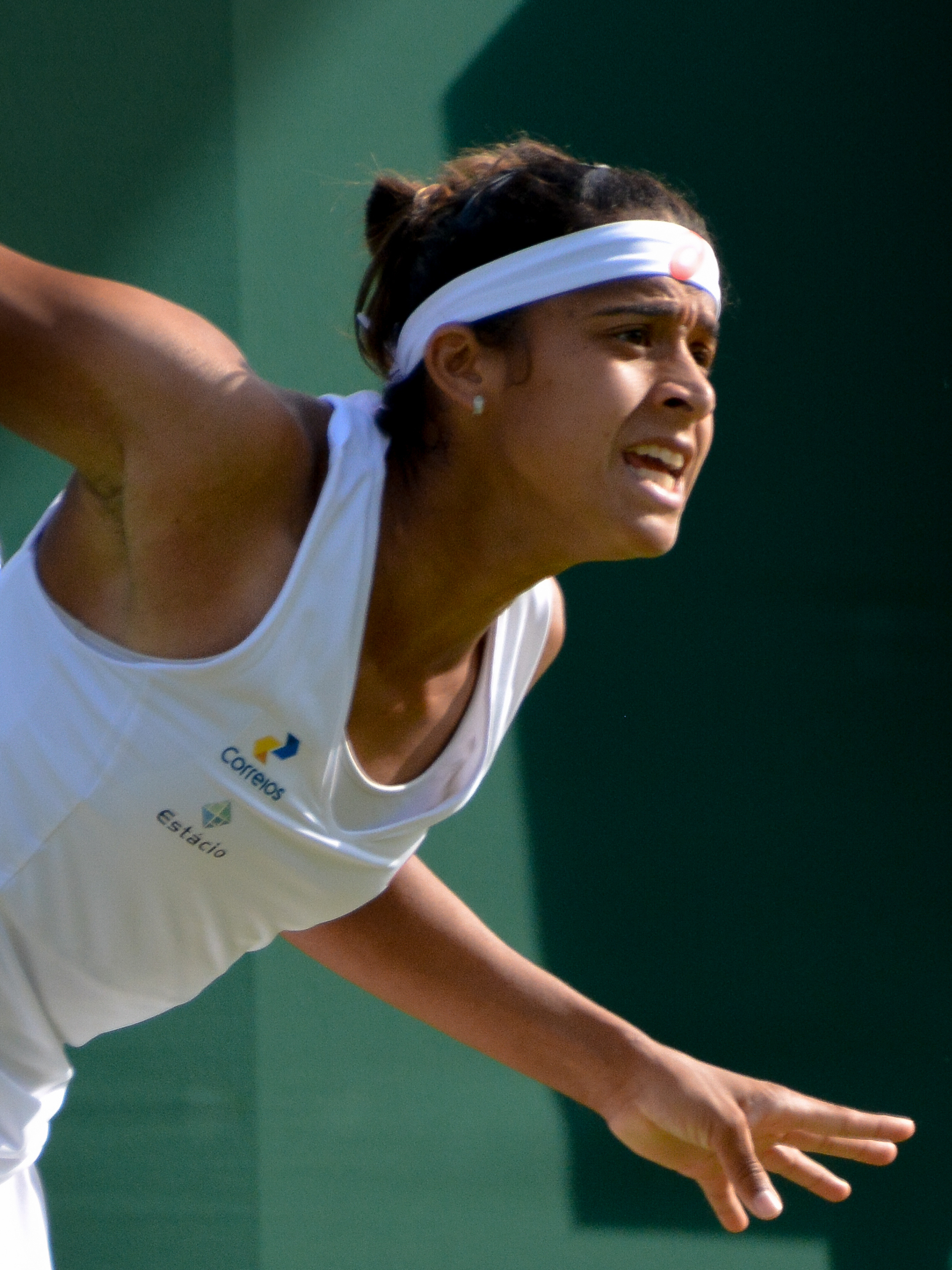
Wimbledon 2016

Teliana Santos Pereira (Santana do Ipanema, 20 juli 1988) is een professioneel tennisspeelster uit Brazilië. Zij begon met tennis toen zij negen jaar oud was. Haar favoriete ondergrond is gravel. Zij speelt rechtshandig en heeft een tweehandige backhand. Zij was actief in het internationale tennis van 2003 tot 2020.

## Loopbaan

### Enkelspel
Pereira nam in 2003 voor het eerst deel aan een ITF-toernooi in Campos do Jordão (Brazilië) – zij bereikte de tweede ronde. In 2006 won zij haar eerste ITF-titel, in Tucumán (Argentinië). In totaal won zij 22 ITF-toernooien. In februari 2013 speelde zij voor het eerst in de hoofdtabel van een WTA-toernooi, op het toernooi van Cali – zij bereikte er de kwartfinale, en een week later zelfs de halve finale van het toernooi van Bogota. In 2014 had zij haar grandslamdebuut op het Australian Open. In 2015 won zij haar eerste WTA-enkelspeltitel, op het toernooi van Bogota; later dat jaar volgde een tweede titel, op het toernooi van Florianópolis. Alleen op het gravel van Roland Garros won zij enkele grandslampartijen (2014, 2015, 2016). Haar hoogste notering op de WTA-ranglijst is de 43e plaats, die zij bereikte in oktober 2015.

### Dubbelspel
Ook hier startte Pereira in 2003 met het ITF-toernooi in Campos do Jordão. Zij won in 2006 haar eerste ITF-titel, in Itajaí (Brazilië), samen met de Belgische Yanina Wickmayer. In totaal won zij tien ITF-titels. In 2012 nam zij voor het eerst deel aan een WTA-toernooi, in Straatsburg, samen met de Bulgaarse Aleksandrina Naydenova – zij bereikten de tweede ronde waarin zij verloren van het vierde reekshoofd, Tímea Babos en Hsieh Su-wei. In 2013 stond Pereira, samen met de Argentijnse Florencia Molinero, voor het eerst in een WTA-finale, op het toernooi van Cali – zij verloren van het Colombiaanse koppel Catalina Castaño en Mariana Duque Mariño.

#### Gemengd dubbelspel
In deze discipline nam Pereira deel aan de Olympische spelen in Rio de Janeiro in 2016, samen met Marcelo Melo – zij versloegen het eerste reekshoofd, Caroline Garcia en Nicolas Mahut uit Frankrijk, maar sneuvelden in de tweede ronde.

### Tennis in teamverband
In de periode 2007–2020 maakte Pereira deel uit van het Braziliaanse Fed Cup-team – zij vergaarde daar een winst/verlies-balans van 26–11. In februari 2020 speelde zij in de Wereldgroep-kwalificatieronde. Hiermee sloot zij haar actieve loopbaan af.

## Posities op deWTA-ranglijst
Positie per einde seizoen:
| jaar | rang enkelspel | rang dubbelspel |
| ---- | -------------- | --------------- |
| 2004 | 936            | 729             |
| 2005 | 884            | 795             |
| 2006 | 604            | 679             |
| 2007 | 213            | 290             |
| 2008 | 393            | 291             |
| 2010 | 540            | –               |
| 2011 | 339            | 384             |
| 2012 | 175            | 170             |
| 2013 | 90             | 139             |
| 2014 | 106            | 322             |
| 2015 | 45             | 313             |
| 2016 | 204            | 1059            |
| 2017 | 352            | –               |
| 2018 | 629            | –               |
| 2019 | 375            | –               |
| 2020 | 380            | –               |
| 2021 | 596            | –               |

## Palmares
| Legenda                 |
| ----------------------- |
| Grandslamtoernooi       |
| Olympische Spelen       |
| Year-End Championships  |
| Premier Mandatory       |
| Premier Five / WTA 1000 |
| Premier / WTA 500       |
| International / WTA 250 |
| Challenger / WTA 125    |

### WTA-finaleplaatsen enkelspel
| nr.              | finale     | toernooi          | ondergrond | tegenstandster     | score         |         |
| ---------------- | ---------- | ----------------- | ---------- | ------------------ | ------------- | ------- |
| gewonnen finales |            |                   |            |                    |               |         |
| 1.               | 2015-04-19 | WTA Bogota        | gravel     | Jaroslava Sjvedova | 7-6, 6-1      | details |
| 2.               | 2015-08-01 | WTA Florianópolis | gravel     | Annika Beck        | 6-4, 4-6, 6-1 | details |

### WTA-finaleplaatsen vrouwendubbelspel
| nr.              | finale     | toernooi | ondergrond | partner            | tegenstandsters                       | score          |         |
| ---------------- | ---------- | -------- | ---------- | ------------------ | ------------------------------------- | -------------- | ------- |
| verloren finales |            |          |            |                    |                                       |                |         |
| 1.               | 2013-02-17 | WTA Cali | gravel     | Florencia Molinero | Catalina Castaño Mariana Duque Mariño | 6-3 1-6 [5-10] | details |

## Resultaten grandslamtoernooien
| Legenda | Legenda                          |
| ------- | -------------------------------- |
| g.t.    | geen toernooi gehouden           |
| l.c.    | lagere categorie                 |
| –       | niet deelgenomen                 |
| G       | uitgeschakeld in de groepsfase   |
| 1R      | uitgeschakeld in de eerste ronde |
| 2R      | uitgeschakeld in de tweede ronde |
| 3R      | uitgeschakeld in de derde ronde  |
| 4R      | uitgeschakeld in de vierde ronde |
| KF      | uitgeschakeld in de kwartfinale  |
| HF      | uitgeschakeld in de halve finale |
| F       | de finale verloren               |
| W       | het toernooi gewonnen            |
| w-v     | winst/verlies-balans             |

### Enkelspel
| toernooi        | 2014 | 2015 | 2016 |
| --------------- | ---- | ---- | ---- |
| Australian Open | 1R   | –    | 1R   |
| Roland Garros   | 2R   | 2R   | 2R   |
| Wimbledon       | 1R   | 1R   | 1R   |
| US Open         | 1R   | 1R   | 1R   |

### Vrouwendubbelspel
| toernooi        | 2014 | 2015 | 2016 |
| --------------- | ---- | ---- | ---- |
| Australian Open | 1R   | –    | 1R   |
| Roland Garros   | –    | –    | –    |
| Wimbledon       | –    | –    | –    |
| US Open         | –    | 1R   | –    |